# 20-й Берлинский международный кинофестиваль
20-й Берлинский международный кинофестиваль прошёл с 26 июня по 7 июля 1970 года в Западном Берлине. В этом году награда не вручалась.

## Жюри
- Джордж Стивенс (председатель жюри)
- Клаус Хебккер
- Дэвид Невез
- Вера Волмейн
- Билли Уайтлоу
- Альберто Латтуада
- Душан Макавеев
- Гуннар Олдин
- Манфред Дурниок

## Конкурсная программа
- Дни и ночи в лесу, режиссёр Сатьяджит Рей
- Балтийская трагедия, режиссёр Йохан Бергенстрале
- Black Out, режиссёр Жан-Луи Рой
- Борсалино, режиссёр Жак Дере
- Комья земли, режиссёр Кэй Кумаи
- Дионис, режиссёр Брайан Де Пальма
- Шакал из Науэльторо, режиссёр Мигель Литтин
- El extraño caso del doctor Fausto, режиссёр Гонсало Суарес
- Шведская история любви, режиссёр Рой Андерссон
- Конформист, режиссёр Бернардо Бертолуччи
- Klann — grand guignol, режиссёр Патрик Леду
- Вопль, режиссёр Тинто Брасс
- Рай и после, режиссёр Ален Роб-Грийе
- Девушка по имени Джулия, режиссёр Тонино Валерии
- Время умирать, режиссёр Андре Фарважи
- Наследники, режиссёр Дэвид Стивель
- Предсказатель голода, режиссёр Морис Каповила
- О. К., режиссёр Михаэль Ферхёвен
- Клиент в мертвом сезоне, режиссёр Моше Мизрахи
- Боги и мертвецы, режиссёр Руй Гуерра
- Не в своей тарелке, режиссёр Пол Уильямс
- Почему рехнулся господин Р.?, режиссёры Михаэль Фенглер и Райнер Вернер Фассбиндер

## Закрытие фестиваля
Во время демонстрации фильма «О. К.», показ был прерван. Жюри под председательством американского кинорежиссера Джорджа Стивенса после голосования 7 против 2 решило потребовать от режиссера Берлинале Альфреда Бауэра, присутствовавшего на показе, снять фильм с конкурса. Жюри обосновало свое решение ссылкой на директиву FIAPF (Международной федерации ассоциаций кинопродюсеров), в которой говорилось: «Все кинофестивали должны способствовать лучшему взаимопониманию между странами». Это обвинение было основано на том факте, что в фильме воспроизведен инцидент 1966 года на высоте 192 во время войны во Вьетнаме, в котором четверо американских солдат похищают, насилуют, наносят ножевые ранения и стреляют во вьетнамскую девушку по имени Мао, пока она, наконец, не умирает. Пятый солдат в патруле отказывается принимать участие в нападении на девушку, и его отчет командиру затерялся в файлах. Стивенс, служивший во время Второй мировой войны, утверждал, что фильм является антиамериканским. Один из членов жюри, Душан Макавеев, протестовал против этой меры, вступился за фильм и поддержал режиссера Майкла Ферхёвена и продюсера Роба Хаувера. Бауэр сослался на статус Берлинале как на фестиваль «А», что означает, что принятый фильм не может быть исключен из конкурса. За этим последовали ссоры между руководством Берлинале и Стивенсом, а также между берлинской и международной прессой. Во время пресс-конференции Ферхёвен защищал свой фильм, заявив следующее: «Я не снимал антиамериканский фильм. Если бы я был американцем, я бы даже сказал, что мой фильм проамериканский. Большая часть американского народа сегодня против войны во Вьетнаме». Другие режиссеры, принимавшие участие в фестивале, в знак протеста сняли свои фильмы. Жюри обвинили в цензуре и в итоге распустили, поэтому премии не присуждались, а конкурс был приостановлен.

## Награды
- Золотой медведь:
  - Награда не вручалась
- Приз международного евангелического жюри — рекомендация:
  - Не в своей тарелке
  - Конформист
  - Шведская история любви
  - Почему рехнулся господин Р.?
  - Предсказатель голода
- Приз Международной Католической организации в области кино — рекомендация:
  - Не в своей тарелке
  - Шакал из Науэльторо
  - Почему рехнулся господин Р.?
  - Клиент в мертвом сезоне
- Награда C.I.D.A.L.C. имени Ганди:
  - Тест жестокости
- Премия международного союза кинокритиков (UNICRIT):
  - Шведская история любви
  - Время умирать
- Золотой приз международной гильдии писателей (IWG):
  - Шведская история любви
- Специальная награда от журналистов:
  - Конформист
  - Шведская история любви
  - Клиент в мертвом сезоне